# Rowrah and Kelton Fell Railway

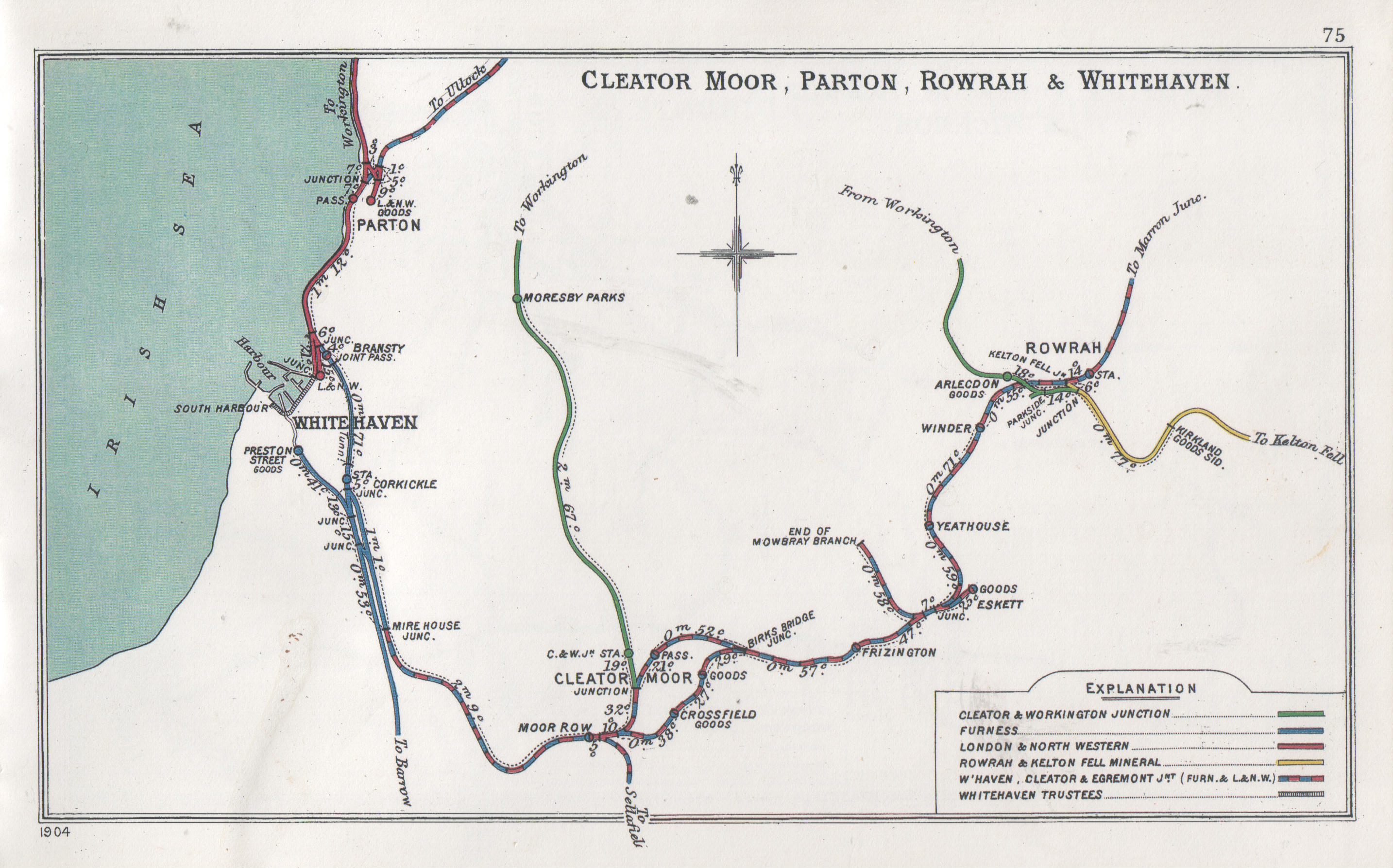
Eisenbahnlinien zwischen Whitehaven und Rowrah 1904–1914

Die Rowrah and Kelton Fell Railway ist eine ehemalige Eisenbahngesellschaft in Cumbria, England.
1869 wurde mit dem Abbau von Eisenerz am knapp 6 km östlich von Rowrah gelegenen Kelton Fell begonnen. Die Unpassierbarkeit der Straßen im Winter und deren schlechter Zustand im Rest des Jahres behinderte den Abtransport des Erzes zur Verarbeitung aber nachhaltig, so dass ein direkter Eisenbahnanschluss der Minen geplant wurde. Das Bestreben der Minengesellschaft eine Strecke durch die Whitehaven, Cleator and Egremont Railway, deren Linie bereits Rowrah anschloss betreiben zu lassen war nicht erfolgreich, so dass 1874 mit dem Bau der Linie durch die neugegründete Rowrah and Kelton Fell (Mineral) Railway Company unter der Leitung von James Baird von der Lonsdale Haematite Iron Company begonnen wurde. Die Strecke wurde im November 1876 fertiggestellt, die Inbetriebnahme verzögerte sich aber bis Januar 1877.
Die Bahn bot dem Steinbruch Stockhowhall Quarry von 1883 an einen Anschluss, dessen Stellwerk von der Whitehaven, Cleator and Egremont Railway gebaut worden wurde und auch der Salter Hall Quarry Steinbruch hatte einen Eisenbahnanschluss. Der Transport des Kalksteins wurde von der Cleator and Workington Junction Railway betrieben.
Die Rowrah and Kelton Fell Railway hatte einen Anschluss an die Whitehaven, Cleator and Egremont Railway in Rowrah, der jedoch nach 1882 nicht mehr genutzt wurde, da auf Betreiben Bairds eine Verbindung zur Cleator and Workington Junction Railway hergestellt wurde.
Der Bergbau und damit der Eisenbahnverkehr auf der Strecke ging mit dem Beginn des 20. Jahrhunderts stetig zurück. Eine Schließung der Strecke während des Ersten Weltkrieges war nicht möglich und sie wurde weiter betrieben bis 1927 als die letzten Kalköfen in Cleator Moor schlossen und auch der Transport von Kalkstein nicht mehr erforderlich war, nachdem die letzte Eisenerzmine, die die Strecke nutzte 1926 aufgegeben worden war.
Die Strecke wurde 1933 verkauft und 1934 demontiert.
Eine Lokomotive der Rowrah and Kelton Fell Railway ist heute bei der von der Scottish Railway Preservation Society Museumseisenbahn Bo’ness and Kinneil Railway ausgestellt.